# Noyant-d'Allier
Noyant-d'Allier é uma comuna francesa na região administrativa de Auvérnia-Ródano-Alpes, no departamento Allier. Estende-se por uma área de 20,93 km². Em 2010 a comuna tinha 630 habitantes (densidade: 30,1 hab./km²).